# 黑鷹戰爭
黑鷹戰爭（英語：Black Hawk War）為發生於1832年4月，美國政府與美洲原住民之間的戰爭。索克族領導者黑鷹，率領密西西比河兩岸的數個索克族、梅斯克瓦基族、奇克布族部落，組成被稱為不列顛團（英語：British Band）的部落聯合，在伊利諾州與愛荷華州一帶與美國政府作戰。原住民部落聯盟最終遭擊敗，其領袖黑鷹為了避免流血，在1834年簽下聖路易條約，結束此戰爭。
美國第16任總統亚伯拉罕·林肯短暫的軍旅時間中，曾加入伊利諾州民兵團，以上尉身份參加黑鷹戰爭。其他曾参与这场战争的人包括第12任美国总统扎卡里·泰勒、美国陆军总司令温菲尔德·斯科特以及美利堅聯盟國總統杰佛逊·戴维斯。这场战争推动了美国的印第安人迁移政策，造成美洲原住民部落被迫出售他们的土地并迁移到密西西比河以西。

## 背景
至今，黑鷹聯合部族的起因依舊不明，不過普遍認為是不希望在1804年聖路易條約割讓給美國的部族土地上進行流血鬥爭，希望藉由武力對美國政府施加壓力，並讓後者在條約上退讓。
18世紀時，索克族（Sauk）和梅斯克瓦基族（Meskwaki）居住於現今美國伊利諾州和愛荷華州境內的密西西比河沿岸。1730年代，這兩個部族在新法蘭西與殖民者和其他原住民部落的法克斯戰爭中落敗並被迫離開大湖區家鄉後，關係變得更加緊密。
1832年，黑鷹戰爭爆發時，這兩個部落的總人口約有6000多人。

### 爭議條約

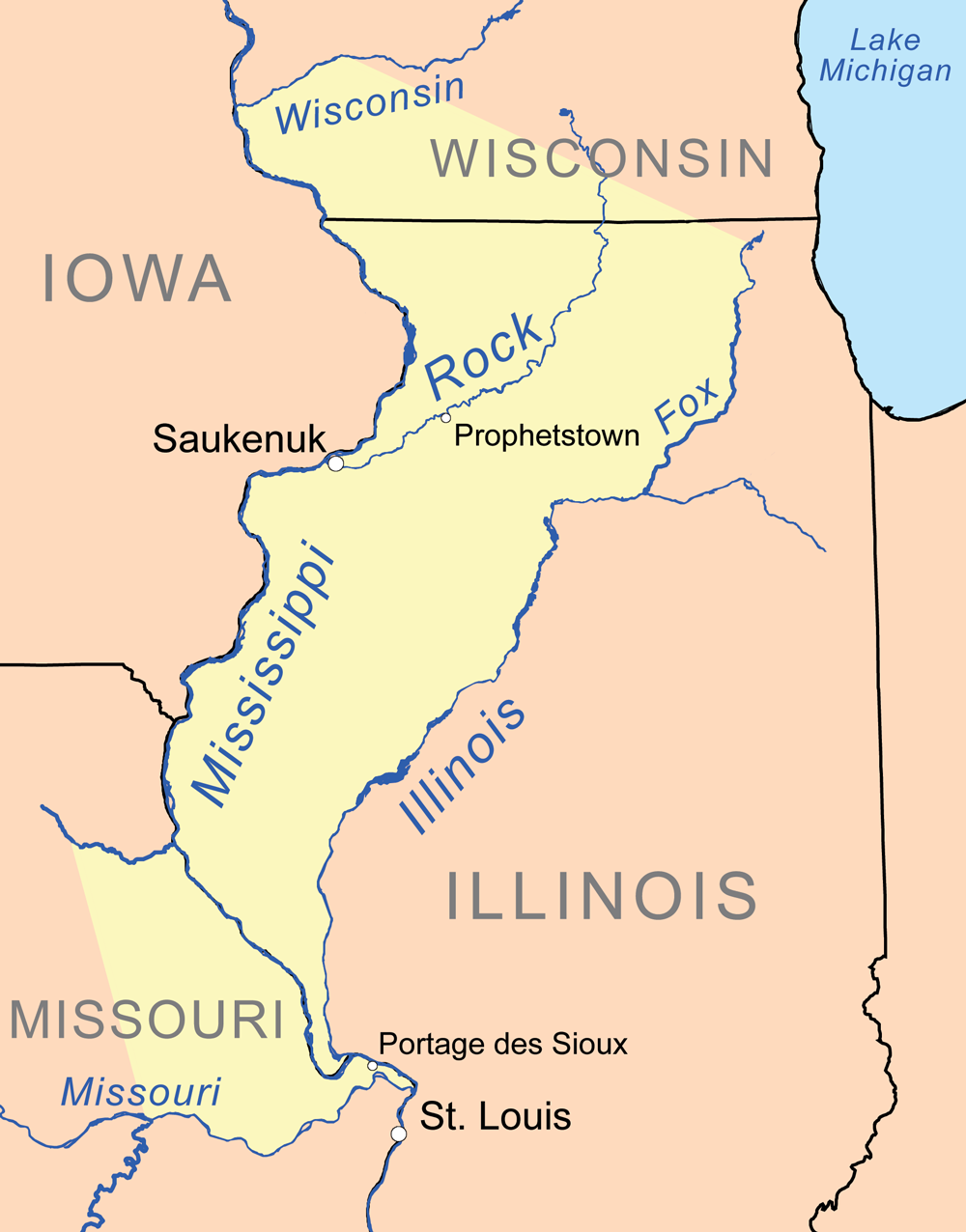
1804年聖路易條約中出售給美國的區域（以黃色顯示）

19世紀早期，隨著美國逐漸往北美西部擴張，政府官員希望能買下越多越好的美洲原住民土地。1804年，印第安纳领地總督威廉·亨利·哈里森在聖路易與一群索克族和梅斯克瓦基族領袖簽訂聖路易條約，內容大概是原住民以2,2000美金和每年1,000美金出售他們在密西西比河東岸的土地，但並不是使用現金付款，而是使用以物易物的方式。該條約後來出現爭議，因為簽約的領袖並未被部族授權能夠割讓這些土地。歷史學家罗伯特·欧文認為當時簽約的部落領袖可能並不打算放棄土地的所有權，此外，他們不可能以如此低賤的價格將如此大量且值錢的土地售出。歷史學家派崔克·榮格（Patrick Jung）則認為原住民可能有意出售一小部分的部族土地，但美國人在條約中所要求的土地大小，比原住民認為的土地還多。根據榮格的說法，直到數年以後，索克族與美斯夸基族才認知到被割讓領土的實際大小。
1804年的條約中，允許原住民持續使用條約中出售的土地，直到美國政府將土地再轉售給開拓者。在此後的20年，索克族人依舊住在他們位在密西西比河和羅克河交匯處的索克族部落。到了1828年，美國政府終於開始為白人殖民者進行土地測量。印地安事務官湯瑪士·弗賽斯告知索克族部落他們該將他們位於密西西比河東岸的居住地空出。

### 索克族分裂
索克族對是否要履行1804年的條約而爭論不休。大部分的索克族人決定西遷，以避免捲入與美國政府的反抗活動。西遷派的領導者基奧卡克曾協助部落抵抗1812年战争進犯的美國人。基奧卡克並非部落酋長，他是一個精明的雄辯家，他常為了部族的權益而與美國人斡旋。基奧卡克認為1804年簽訂的條約是個騙局，但在1824年見識過美國東岸城市的規模後，他認為索克族不可能成功對抗美國。
大部分族人決定跟隨基奧卡克西遷，不過依舊有大約六分之一（800人）的族人留下來對抗美國人的擴張行動。曾參與1812年戰爭的黑鷹 (酋長)，當時已經年過六十，但依舊在1829年緊急接下了反抗派的領導職責。 黑鷹與基奧卡克一樣，並非部落酋長，但為了在部落中的影響力，他們兩人成為彼此的勁敵。實際上，黑鷹在1816年5月簽署了一項條約，肯定了1804年有爭議的條約。不過黑鷹堅稱在當時會議談妥的條文跟他當時簽署的文件兩者內容完全不同，根據黑鷹所述：「白種人習慣對印地安人表面說一套，實際上卻將另一套寫在條約上。」

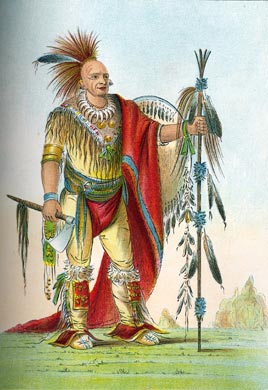
基奧卡克畫像，由喬治·卡特林於1830年代繪製

黑鷹堅持要固守他一輩子生活的索克族部落。當索克族人在1829年回到他們的村落進行年度冬獵時，赫然發現當地已經被白種人的擅自墾荒者所佔領，且這些不速之客甚至打算出售這些土地。在數個月與擅居者的衝突後，1829年9月，索克族人為了下一次的冬獵而離去。為了避免更進一步的衝突發生，基奧卡克告訴弗賽斯，他和他的追隨者都不會再回到舊的部落。黑鷹反對基奧卡克和弗賽斯的建議，逕自帶著他的追隨者在1830年春天重返舊部落。這次，重返舊部落的隊伍中，還增加了與索克族交好的基卡普族族人，人數約200人。之後，黑鷹和他的追隨者，被人們稱為不列顛團，因為他們時常會懸掛英國國旗來蔑視美國主權。此外，他們也希望能獲得加拿大馬爾登堡壘英國駐軍的協助。

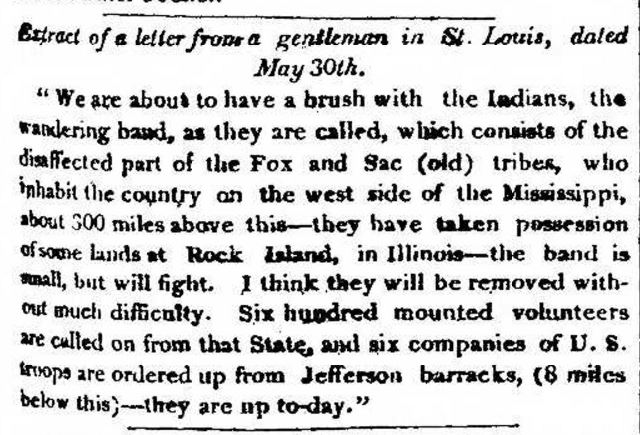
1831年6月13日，報紙登載了索克族回到索克族部落遺蹟的警告

當不列顛團在1831年再次回到舊部落時，不列顛團的人數增長到1,500人，其中也多了波塔瓦托米族族人，而波塔瓦托米族也與索克族和美斯夸基族交好。美國政府決議要將不列顛團驅逐出伊利諾州，美軍西部陸軍指揮官埃德蒙·彭德爾頓·蓋恩斯將部隊合流，希望以武力恫嚇的方式將黑鷹的不列顛團嚇跑，但如果原住民們騎馬逃向伊利諾州內部，軍隊沒有騎兵能夠追上他們，因此在6月5日，埃德蒙向民兵借調了一個騎兵營。伊利諾州州長約翰·雷諾茲要求民兵部隊警戒，該部隊約有1,500名志願者。與此同時，基奧卡克說服了部分不列顛團的成員離開伊利諾州。
1831年6月26日，埃德蒙向索克族舊部落發動突擊，但發現不列顛團已經放棄該地，並再度跨越了密西西比河。6月30日，黑鷹、奎什奎基與其他索克族領導會見了埃德蒙，並簽署了一項條約，保證索克族會留在密西西比河西岸並與加拿大的英國人斷絕關係。

## 毀約
黑鷹和他的追隨者們，並沒有在密西西比河西岸停留太久。1831年後半，另一位索克族領袖－尼雅帕普，自馬爾登堡壘回到部落，並面見了黑鷹，他告訴黑鷹，英國人以及其他伊利諾州的部族已經準備好協助索克族對抗美國。至今，尼雅帕普的根據、消息來源和動機依舊不明，部分的史學家認為尼雅帕普告訴黑鷹的消息不過就是妄想。黑鷹接受了這個資訊，不過很快他就會埋怨尼雅帕普。黑鷹花了一整個冬季在尋找更多盟友和吸收基奧卡克的追隨者，不過最後以失敗告終。
因為尼雅帕普的錯誤情報，美國人稱為「溫尼貝戈先知」（Winnebago Prophet）的巫師沃博基希爾克（意為：白雲），誤以為其他部族已經準備好協助黑鷹。沃博基西爾克的媽媽是聖語族人，不過他的父親隸屬於提供部落的索克族氏族。當沃博基西爾克在1832年加入不列顛團後，他成為該團索克族的民事領袖。他所居住的部落：先知鎮，距離位於羅克河的索克族部落約35英里。先知鎮住有約200名聖語、索克、梅斯夸基、基卡普和波塔瓦托米族的居民，這些居民都不滿部落首領們在面對美國擴張時沒有挺身而出。雖然有部分的美國人認為沃博基西爾克是黑鷹戰爭的始作俑者，不過，根據歷史學家約翰·霍爾的說法：「實際上，沃博基西爾克呼籲他的追隨者不要與白種人發生武裝衝突。」
1832年4月5日，不列顛團再次踏入伊利諾州。約500名的原住民戰士和約600名的非戰鬥人員，跨過愛荷華河河口的黃色河岸（現今奧闊卡地區）後，向北前進。至今，為何黑鷹要再次進入伊利諾州依舊不明，白人和美洲原住民對此的相關資料彼此衝突。有一種說法是黑鷹打算奪回原先的舊索克族部落，但也有認為他們的目的地是先知鎮的說法。根據歷史學家凱瑞·特拉斯克的說法：「黑鷹可能自己都不知道該去哪裡好、要幹嘛好。」
隨著不列顛團再次回到伊利諾州，美國政府敦促沃博基西爾克建議黑鷹折返。先前，沃博基西爾克告訴黑鷹，1831年埃德蒙與索克族所立的條約只禁止他們回到舊部落，但並沒有禁止他們搬到先知鎮來。因此他並沒有建議黑鷹回去，而是告訴他，如果不列顛團與白種人保持和平，白種人只能讓他們定居在先知鎮，尤其是如果英國和當地勢力支持他們的話。雖然不列顛團具有武裝，但因為其中還有老弱婦孺，表明不列顛團並不適合作戰。

## 部落戰爭和美國政策
雖然重返伊利諾州的不列顛團憂慮美國的動作，不過他們更擔心會與當地的美洲原住民部落發生衝突。大多數人將黑鷹戰爭視為美國政府與不列顛團的衝突，然而歷史學家約翰·霍爾卻認為這是無視其他參戰的美洲原住民族的觀點。霍爾認為「黑鷹戰爭不過是數十年間美洲原住民部落之間複雜衝突的其中一次。」上密西西比河的美洲原住民為了逐漸縮小的獵場控制權而彼此爭戰許久，而黑鷹戰爭提供他們重啟控制權爭奪的契機，雖然這與黑鷹沒有關係。
1812年战争後，美國取代英國，成為原住民之間的第三股勢力，美國也將自己視作原住民間的調解人。在黑鷹戰爭之前，美國官方持續的調解和勸阻原住民部族間的紛爭。這並非完全出自人道，主要還是因為原住民之間的戰事會使美國更難以取得美洲原住民的土地和將原住民部落移居至西部，即「印第安人遷移政策」，這項政策在1820年代後半成為美國政府的主要目標。美國在一次調解會上，和與會的原住民部族在普雷里德欣簽訂第一次普雷里德欣條約（1825年）和第四次普雷里德欣條約（1830年），並確立了各部族的分界線。部分的美洲原住民對美國的調停感到不滿，尤其是那些精力旺盛、甚至是作戰主力的年輕人，他們將戰鬥視為一種提升社會階級的手段。

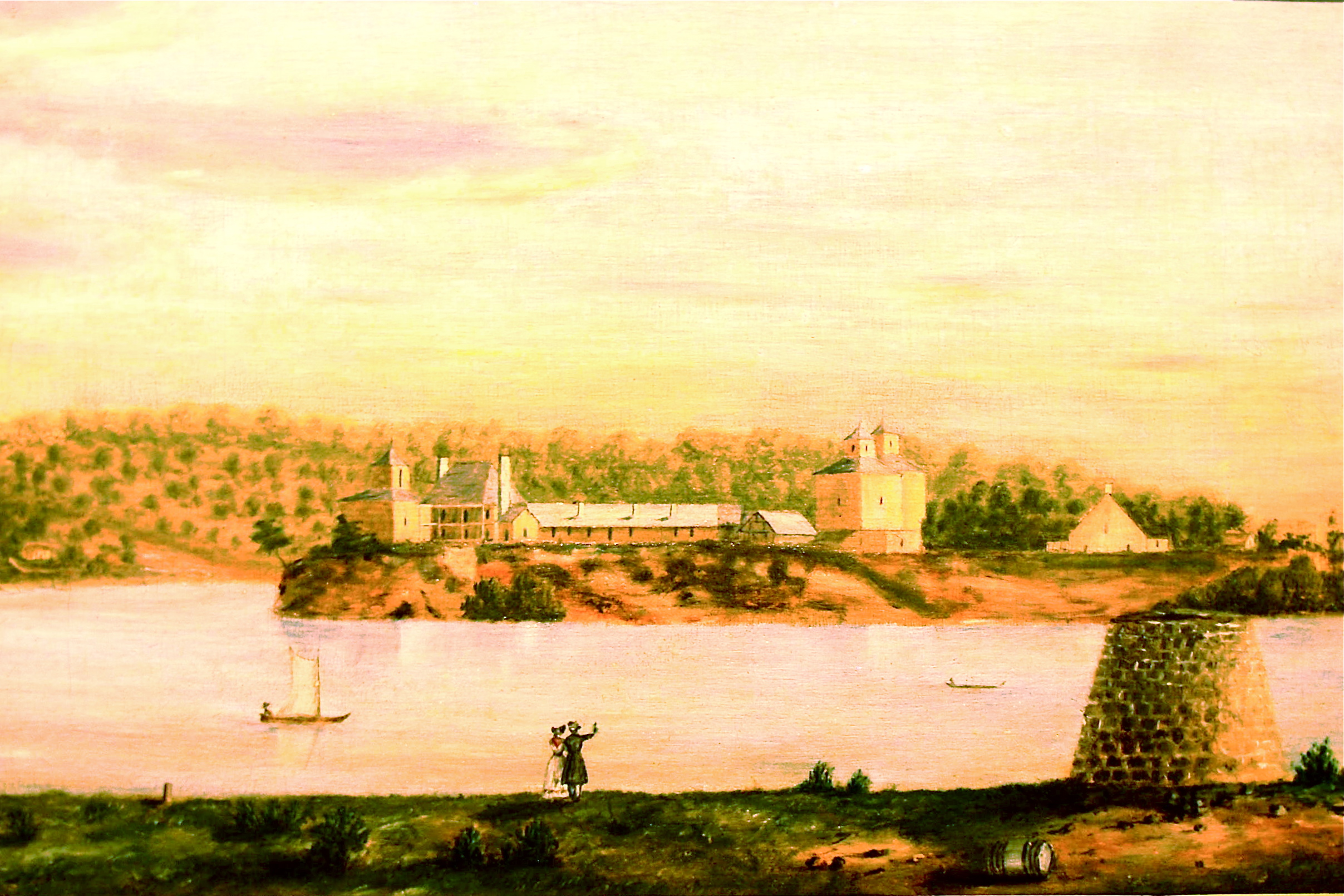
阿姆斯壯堡壘曾坐落於羅克艾蘭，即現在為人所知的羅克艾蘭兵工廠 (伊利諾伊州)。這張畫是以伊利諾州面向愛荷華州的方向所畫。

在1829年3月，美国总统安德鲁·杰克逊勝選，由於獵官制的盛行，許多有能力的印地安事務官被替換成杰克遜的效忠者，而這些人通常並不適任。諸如湯瑪斯·弗賽斯、約翰·馬胥和湯瑪斯·L·麥肯尼等人，皆為菲力克斯·聖夫蘭之類的不適任人選所取代。19世紀，史學家萊曼·德萊普認為，如果福西思能夠繼續擔任索克族的事務官的話，黑鷹戰爭很有可能避免。
1830年，一些暴力事件開始危及美國在預防部落之間衝突的努力。5月，桑地蘇族和梅諾米尼族人殺害了15名正在普雷里德欣參加條約會議的美思夸基族人。1831年7月，一群美思夸基族和索克族人也在普雷里德欣殺害了26名梅諾米尼人作為報復，其中包含婦女和孩童。此後，雖然美國政府阻止了梅諾米尼人報仇，不過，西部的部落與桑地蘇族組成了抗擊索克族和美思夸基族的聯盟。
為了避免衝突擴大成戰爭，美國政府下令陸軍逮捕屠殺梅諾米尼人的兇手。由於指揮官蓋恩斯將軍患病，其下屬的旅長亨利·阿克金森將軍，接下了這個命令。阿克金森是一名中年軍官，曾在1827年的溫尼貝戈戰爭中顯現出其靈活、幹練的的行政管理和外交能力，不過他從未參加過任何戰鬥。1832年4月8日，阿克金森與同行的200多名士兵坐著蒸汽船從傑佛森·巴拉克斯軍事哨站出發，沿著密西西比河北上。在路途上，阿克金森和不列顛團在密西西比河上相遇，此時不列顛團和黑鷹剛橫跨密西西比河進入伊利諾州，但是阿克金森並未認出他們，就這樣與不列顛團擦肩而過。
4月12日，阿克金森和他的部隊抵達巖島的阿姆斯壯堡壘後，他才得知此行要捉捕的美斯夸基人加入了不列顛團，並隨著不列顛團一起進入了伊利諾州。如同其他美國官員，阿克金森認為不列顛團有意開啟戰端。由於他率領的部隊人數過少，因此他希望能獲得伊利諾州民兵團的協助。為此，阿克金森在13日寫了信給伊利諾州州長雷諾茲，內容大概是不列顛團的威脅，不過，阿克金森有意的誇大了內容。此時的雷諾茲正希望一場戰爭，以此將伊利諾州境內的美洲原住民趕出去，因此，他滿足了阿克金森的請求，他要求民兵志願者在比爾茲敦集結，服役期從4月22日開始，役期為三十天。這次徵召的民兵被編為共有五個團的步兵旅，人數約2,100人，由薩繆爾·懷特斯德將軍擔任旅長並負責統帥 ，當時23歲的亞伯拉罕·林肯以上尉的身分加入了這個民兵部隊。

## 外交斡旋

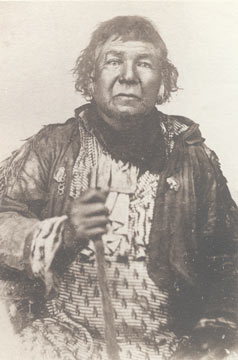
波塔瓦托米族族長沙博納（酋長）試圖讓他的部落避免捲入戰爭之中

阿克金森抵達巖島後當天，他、基奧卡克和瓦佩洛共同派出了數名外交使者，前往佔領羅克河的不列顛團所在地。黑鷹回絕了對方要求返回密西西比河西岸的要求。正規軍的上校扎卡里·泰勒，當時是阿克金森的部下，向阿克金森進言，認為應該對不列顛團動武，以此阻止不列顛團的活動。許多歷史學家認同泰勒的想法，認為如果阿克金森倘若採取更具決定性的動作或外交手段，是可以避免戰事擴大的。塞西爾·D·埃比（Cecil DeGrotte Eby）說：「阿克金森就是空有高學識但缺乏實戰經驗的白紙將軍（paper general），他不敢在去除所有風險前派出部隊。」而凱瑞·特拉斯克則認為，阿克金森是正確的，阿克金森正確地認知到他的部隊不足以去阻止甚至戰勝不列顛團。派崔克·榮格則認為，雙方的領導人是可以在這個時間點避免後來的流血事件，因為當時的民兵和不列顛團的戰士都希望能夠避免作戰。
此時，黑鷹得知聖語族和波塔瓦托米族的援助比預期的還要少，而其他的部落也是，尤其是不同的部落各自有著不同的政治考量。居住於伊利諾州羅克河沿岸的聖語族與索克族有著家族關係，但是聖語族在為不列顛團提供協助時，同時也小心翼翼地避免挑起美國政府的注意和報復。居於威斯康辛的聖語族則是分裂成兩部分，一部分部族對1827年溫尼貝戈戰爭的失敗依舊歷歷在目，因此希望與衝突劃清界線；然而另一部分與達科塔和梅諾米尼族有家族關係的部族，如沃根·達科拉和他的兄弟們則渴望與不列顛團來一場血戰。
絕大多數的波塔瓦托米人則是想在衝突中保持中立，但他們發現這很難做到。許多白種人殖民者想起1812年的迪爾博恩堡壘屠殺，認為波塔瓦托米人將會加入黑鷹的陣營。波塔瓦托米族的領導者們擔心，如果有任何一個波塔瓦托米人協助了黑鷹，將會給部族帶來嚴厲的報復。在1832年5月1日，芝加哥外的一次會議中，波塔瓦托米族的眾多領導者，其中包含比利·考德威爾，通過了一個聲明：「如果有任何波塔瓦托米人協助或支援黑鷹及黑鷹的不列顛團，都屬於背叛自己部族的行為。」5月中旬，波塔瓦托米族族長沙博納和沃邦熙告訴黑鷹，不論是波塔瓦托米或是英國人都不會再提供他任何援助。
沒有了英國的補給、必備的物資和其他原住民的協助，黑鷹終於體認到，他和不列顛團處於一個糟糕透頂的處境。有些人認為，當時黑鷹已經準備好與阿克金森談判，以結束這個危機，但是一次與伊利諾州民兵部隊的不期而遇，摧毀了和平解決的最後一絲希望。

## 斯蒂爾曼追擊戰

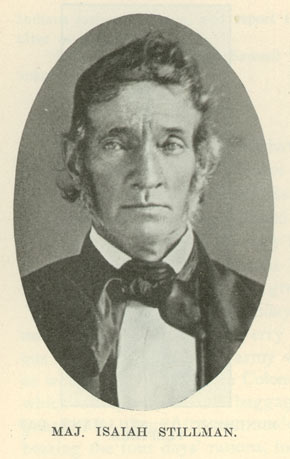
以賽亞·斯蒂爾曼，斯蒂爾曼追擊戰戰中的民兵部隊指揮官

1832年5月8日，薩繆爾·懷特斯德將軍的民兵團編入正規軍，並交由阿克金森將軍指揮。兩天後，民兵部隊與正規軍開始向羅克河前進，追擊不列顛團，而州長雷諾茲則以民兵少將的身分陪同，跟著部隊前進。阿克金森允許懷賽德、雷諾茲和他們的民兵部隊領頭，而他和他的正規軍則負責殿後。
派崔克·榮格認為這是「嚴重的錯誤決定」，阿克金森要求部隊中訓練和紀律都最不足的民兵：「前進到印地安人的所在位置，如果它們出現在攻擊範圍內，就發動攻擊，不必等我。」5月12日，先行的民兵部隊得知自己與不列顛團只剩25英里遠。雷諾茲要求派出斥候部隊，但小心翼翼的懷賽德堅持要等到阿克金森抵達。由於絕大多數的民兵現在都由正規軍所指揮，雷諾茲沒辦法向他們下令，不過他手下還有由少校以賽亞·斯蒂爾曼指揮的兩個民兵營，而他們並未受正規軍指揮。雷諾茲作出了一個相當具有爭議的決定，他派出了260名的民兵組成斥侯部隊，前往偵查不列顛團。
此後則是人稱的斯蒂爾曼追擊戰，這兩個共260人的民兵營在5月14日於斯蒂爾曼瓦利 (伊利諾伊州)遭遇到了黑鷹和他的部隊，現今對為何開戰的說法有很多種。黑鷹聲稱派出了三名使者舉著白旗想要與對方談判，但美國人卻將他們關押起來，並對隨後前來找尋使者的隊伍開火，但有的民兵聲稱並未看見白旗，甚至有部分的民兵認為，這是美洲原住民在突襲時所使用的老技倆。一般認為，黑鷹的戰士在黃昏時段攻擊了民兵營地，出乎黑鷹的設想，他手下的40名戰士完全擊潰了為數眾多的民兵部隊，12位伊利諾民兵死於這次戰鬥，而不列顛團則只有3人死亡，對美國人來說，是一場非常難堪的失敗。
斯蒂爾曼追擊戰是整場戰爭的轉捩點。在追擊戰發生之前，黑鷹並不希望爆發戰爭。但這次戰鬥，他認為美國無視白旗並殺害甚至殺害他的族人，使他下定決心進行報復。斯蒂爾曼追擊戰慘敗後，美國總統安德魯·傑克遜和美国战争部长劉易斯·卡斯不再期望用外交手段解決這些問題，他們迫切期望打敗黑鷹，警告任何想效仿黑鷹發起起義的美洲原住民，以此達到殺雞儆猴的效果。

## 突襲開始
隨著戰事爆發，以及盟友的需求，黑鷹開始为不列顛團中的老弱婦孺尋找安身之地。在接受羅克河聖語族的提議後，不列顛團開始往密西根領地的科甚科農湖前進，最後在稱為"島嶼"且與世隔絕的地方住下。在確保非戰鬥人員的安全後，不列顛團與一些聖語族及波塔瓦托米族人襲擊白人的村莊。並非所有的美洲原住民都贊同這起事件，例如一個波塔瓦托米族族長：沙鵬那，就騎著馬四處去告知白人村落即將到來的襲擊。
最初的襲擊主要由聖語族和波塔瓦托米族戰士組成。首次攻擊是發生在西元1832年5月19的巴夫羅果園突襲，殺害了一名叫做威廉·杜利的男子。印地安事務官菲力克斯·聖夫蘭發現了杜利的屍首，且屍體遭到剝去頭皮和破壞。幾天後，在凱洛格果園，菲力克斯和另外三名男子也被人殺害和肢解。
參加戰爭的聖語族和波塔瓦托米族，部分的活動是出自自身的不滿，與黑鷹的目的並沒有太多關係。其中有一起事件是印第安克里克大屠杀。1832年的春天，因为一位名叫威廉·戴维斯的定居者於上游興建水壩，挡住了河里的鱼，使生活在印第安河流沿岸的波塔瓦托米族人感到難以生活。戴维斯没有理会他们的抗议，反而袭击了一名试图拆除大坝的波塔瓦托米族男子。黑鹰战争为居住在印第安河流的波塔瓦托米族提供了复仇的机会。5月21日，約五十名隸屬不列顛團的波塔瓦托米族人和三名索克族人袭击了戴维斯的居住地，残殺了十五名男女和儿童，還绑架两名少女，並带到了黑鹰营地。两周后，一位名叫“白乌鸦”（英語：White Crow）的圣语族酋長經過谈判後释放了她们。像其他羅克河圣语族一样，白乌鸦试图安抚美国人，同时也在秘密的帮助不列顛團。

## 美國部隊重組
隨著斯蒂爾曼追擊戰的失敗、印地安克里克大屠殺和其他小規模襲擊的消息傳到拓荒者耳中時，造成了不少小型白人城鎮和村落的恐慌。許多居住在小鎮的拓荒者開始逃往芝加哥，由於無法消化過多的逃難者，芝加哥變得相當壅擠。除了白人逃離家園外，許多的波塔瓦托米族人由於不想被誤會成參戰方的一部分，抑或是不想被捲入戰爭中，而陸續逃往芝加哥。而其他沒有逃走的拓荒者則倉促組織起民兵部隊和興建小型防禦工事來對抗可能來犯的敵人。
斯蒂爾曼和他的民兵部隊在5月14日落敗後，正規軍跟民兵繼續沿著羅克河北上搜索黑鷹的蹤跡。但經歷大敗民兵部隊的士氣全失，許多民兵在聽聞美洲原住民突襲行動的消息後，便紛紛脫離部隊，好回到家鄉幫忙防衛。眼見士氣低落，州長雷諾茲要求民兵軍官發起投票，看民兵們是否還有意願繼續參加戰爭，此時的懷賽德將軍也對手下民兵部隊的表現不滿，州長的要求正好替他解了套，最後，這支民兵部隊也隨之解散。5月28日，民兵大部分在伊利諾州渥太華離開。包含林肯在內的300多民兵，表示如果要再重新組織民兵部隊的話，他們願意多待20天。
民兵部隊解散後，阿克金森重新組織了一支629名正規軍和3196名志願民兵的部隊，並將這支部隊命名為「邊境軍團」（英語：Army of the Frontier）。這支軍團細分為三個旅，分別由准將亞歷山大·波西、米爾頓·亞歷山大以及詹姆斯·D·亨利領導。但將一部分部隊抽去當地防務後，阿克金森實際上僅有450名正規軍和2100名民兵能夠繼續進軍。不少民兵隸屬不受軍團指揮的特殊部隊，舉例來說，像林肯這樣再次加入軍隊的二兵，則被派入了聯邦服務獨立連。亨利·多奇民兵上校，發誓要成為這場戰爭中最好的指揮官，並組織了一個有250名最精銳民兵的民兵營。參戰的民兵總數已不可考，不過來自伊利諾州的民兵大約有6至7千人。
除了組織一個新的民兵部隊外，阿克金森也開始尋求美洲原住民盟友，這推翻了過去美國一直避免美洲原住民戰事的政策。梅諾米尼族、蘇族的達柯塔部落以及一些聖語族的部落渴望與不列顛團來場血戰。6月6日，美洲原住民事務官約瑟夫·M·史崔特在威斯康辛州普雷里德欣集合了約225名的原住民。其中有約18人來自達柯塔部落，由沃貝沙和凱旋（英語：L'Arc）指揮；40名梅諾米尼族人和來自多個部落的聖語族人。雖然這些原住民戰士各自聽從他們自己的領導，不過阿克金森還是派了威廉·S·漢米爾頓作為名義上的指揮官，他是美國開國元勳之一亞歷山大·漢密爾頓的兒子。此後，威廉證明了他並不適合做為領導者，歷史學家約翰·霍爾批評威廉：「自以為是且不稱職的」。原住民他們不見威廉有任何行動，很快就對受制於威廉感到灰心，最後只剩部分的梅諾米尼族斥侯還跟隨著威廉，其他的原住民則各分東西，按照自己的方式去作戰。

## 六月戰事
1832年6月，黑鷹聽聞了阿克金森重組了部隊，也許是不希望美國人發現他們在科甚科農湖的據點，他向西派出了數支襲擊部隊。第一起襲擊發生在6月14日，事發地點靠近現今威斯康辛州南韋恩一帶，約30名原住民襲擊了一群農夫，殺害了四名農夫並將其頭皮剝去，史稱斯帕福德農場屠殺。

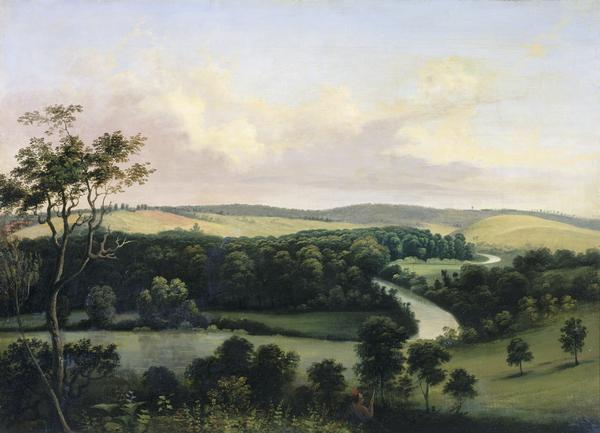
一幅1857年的馬蹄鐵曲流戰場的畫作。

作為回應，亨利·多奇派出了29名民兵，出發尋找襲擊者的蹤跡。16日，亨利以及他手下的人馬將11名襲擊者圍困在佩卡頓尼卡河。短暫的交戰後，襲擊者皆被殺害且一樣被剝去頭皮。這次戰鬥被稱為馬蹄鐵曲流戰役（又稱佩卡頓尼卡戰役），是美國人在黑鷹戰爭中的第一次勝利，這也使公眾對民兵部隊回復了信心。
在亨利·多奇取得勝利的同一天，在凱洛格果園，或現今斯蒂芬森縣附近發生了一起突襲，美國部隊在有效截擊向西發動襲擊的原住民後，佔領了凱洛格果園。第一次凱洛格果園戰役，民兵由亞當·斯奈德指揮，追捕約30人的原住民襲擊隊。3名伊利諾民兵和6名原住民戰士在這一次戰役中陣亡。兩天後，6月18日，由詹姆斯·史蒂芬森所率領的民兵在黃溪附近遭遇了一群原住民戰鬥部隊，這支原住民部隊可能就是2天前遇到的襲擊隊。這場戰鬥演變成一場惡戰，美國士兵和原住民彼此肉搏，最後3名民兵和5或6名的原住民陣亡，史稱瓦登斯果園戰役。
時間推回到6月6日，一名礦工在密西根領地一個叫做布魯蒙茲的小村附近被殺害，居民開始擔心附近羅克河的聖語族已經加入戰爭。6月20日，一支聖語族部隊襲擊了布魯蒙茲拓荒者的堡壘，一名目擊者認為該部隊規模可能有達到100多人，這次襲擊造成兩名民兵死亡，其中一人還被嚴重肢解。

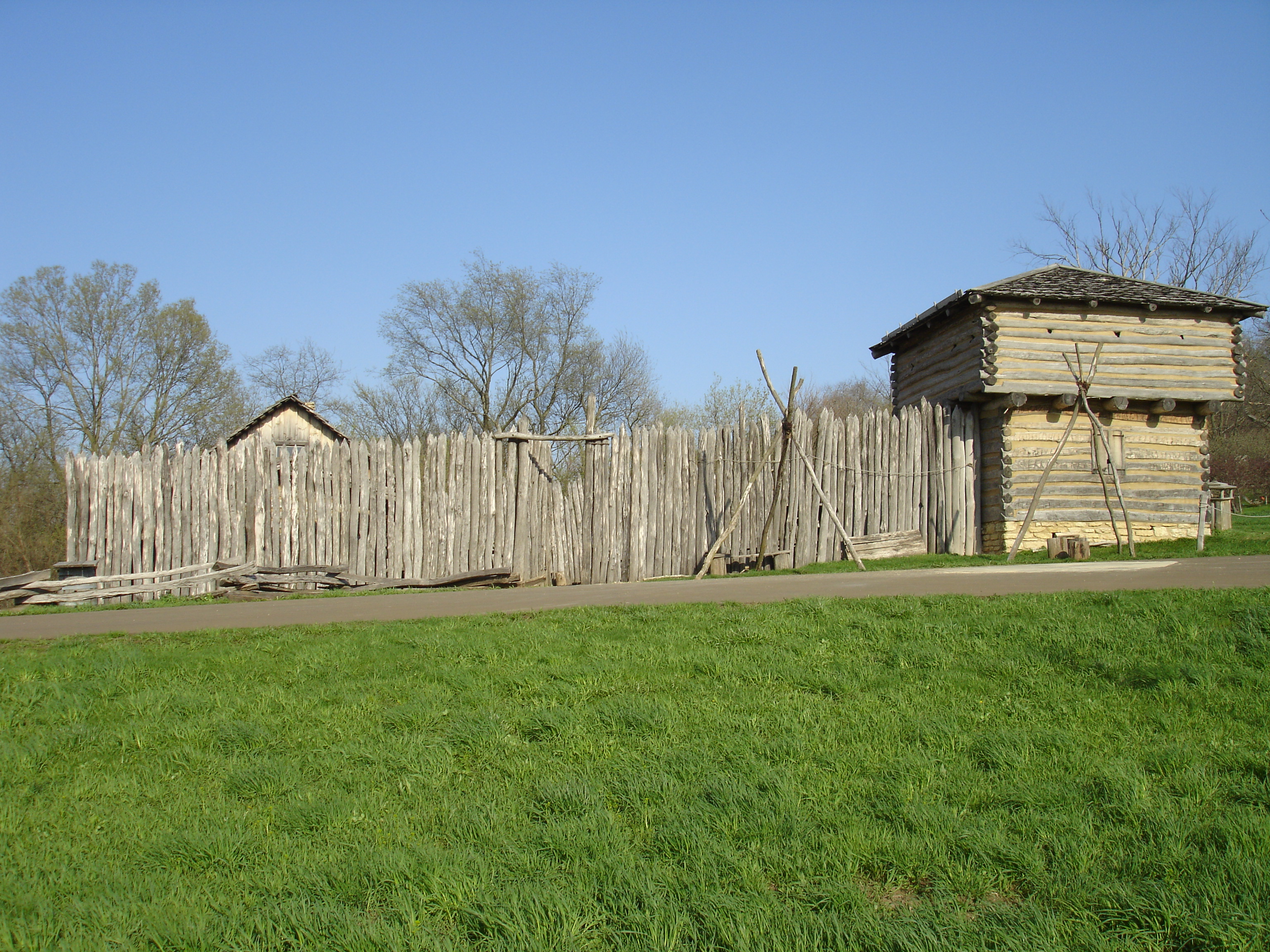
伊利諾州伊莉莎白蘋果河（Apple River）堡壘的複製品

1832年6月24日，黑鷹率領200名的原住民戰士襲擊了草草興建的蘋果河堡壘，該堡壘現今位於伊利諾州伊莉莎白村附近。當地的拓荒者得知黑鷹進犯的消息後，立刻逃到了蘋果河堡壘，當時堡壘由20 到30名的民兵防守。蘋果河堡壘戰役歷時45分鐘，逃入堡壘的拓荒者在伊莉莎白‧阿姆斯壯的指揮下協助裝填民兵的火槍和製作彈藥。在折損了數名戰士後，黑鷹中斷了對堡壘的圍攻，轉而洗劫附近的房屋，之後便揮師返回他們的駐紮地。
隔天，6月25日，黑鷹遭遇到了由約翰·德門特指揮的民兵營，黑鷹的部隊將民兵趕進了堡壘，並發動了2個小時的圍攻，黑鷹在失去了9名戰士後，帶著殺死5名民兵的戰績，再次中止了圍攻，揮師返回他們在科甚科農湖的大本營。這場戰役史稱：第二次凱洛格果園戰役。這一戰役是黑鷹在這場戰爭中最後的勝利。因為食物將要耗盡，黑鷹決定回到密西西比河另一岸。

## 最後戰役
1832年6月15日，安德魯·傑克森總統撤銷阿克金森的指揮職權，改任溫菲爾德·斯科特為指揮官。斯科特自東部調集了950名士兵，但當時北美東部正值第二次霍乱大流行期間。斯科特的部隊搭乘蒸汽船，從水牛城跨過五大湖前往芝加哥，此時他的部隊開始出現霍亂，此後每次靠岸，都會將病患留下，等船隻到了芝加哥時，這950名士兵只剩下350名可投入作戰。7月29日，斯科特急匆匆的將部隊向西移動，希望能盡快前往前線，並親自為戰爭劃下句點，不過以為時已晚。
阿克金森得知斯科特將取代他接下指揮職後，阿克金森決意要把戰事導向一個好的結果。先前，美國人一直無法找出不列顛團的本營，後來因為來自其他美洲原住民的情報，阿克金森終於得知了不列顛團的所在區域。
許多居住在伊利諾地區的波塔瓦托米族和聖語族，從原先的中立轉向與美國合作。許多村落領袖得知自己村落中有人協助了不列顛團後，希望藉由這樣高調的協助，避免美國人在事情結束後對他們秋後算帳。波塔瓦托米族和聖語族開始協助阿克金森的部隊，並頭戴白色髮圈來區分敵我。也有些對不列顛團感到同情的聖語族，使阿克金森誤以為不列顛團還待在科農科湖。當阿克金森的部隊正千辛萬苦跨越沼澤、補給不足時，不列顛團其實已經北上數哩了。另外，比利·考德威爾率領下的波塔瓦托米族一邊避免被捲入戰爭，一邊從旁協助美國。
七月中旬，亨利·多奇從梅蒂族商人皮埃爾·帕奎特（Pierre Paquette）得知不列顛團已經駐紮在羅克河急流（現威斯康辛州休斯梯斯佛）。7月15日，他與詹姆斯·亨利從溫尼貝戈堡壘出發追尋不列顛團。不列顛團在前往密西西比河的途中遭遇到民兵部隊，此時的不列顛團因為戰鬥和逃跑，人數已經不到六百人。之後民兵部隊持續追趕著不列顛團，並沿途將脫隊的原住民殺死及剝去頭皮。

### 威斯康辛高地
1832年7月21日，民兵在現今威斯康辛州索克城附近發現不列顛團。為了爭取時間讓非戰鬥人員渡過威斯康辛河，黑鷹和尼雅帕普在一次後衛行動中與美國部隊交戰，此次交戰後來被稱為威斯康辛高地戰。黑鷹率領50名索克族和60到70名基卡普族戰士，面對約750名的美國民兵。對美國人來說，這無疑是一場大勝利，他們僅損失一人，就使不列顛團損失68名戰士。但即便如此，這些損失還是為不列顛團爭取了不少時間，讓大多數不列顛團的人員成功過河，其中還有許多婦女和兒童。黑鷹以少成功拖延大量的民兵部隊，使不列顛團能夠有時間過河，不少美國軍官得知此事後，印象十分深刻。
威斯康辛高地戰的勝利完全是由民兵奪下，該次戰役中正規軍並未參戰。戰役結束幾天後，阿克金森與他的正規軍加入了民兵部隊中，組成了約400名正規軍及約900名民兵的部隊，7月27日，美國部隊跨越威斯康辛河，重新追尋不列顛團。由於傷患及死於飢餓的人員，不列顛團的移動速度開始放慢，而美國人則循著不列顛團的屍體、遺落的錙重，及被不列顛團當作食物的馬匹屍骸一步一步追上他們。

### 爛斧頭戰役
在威斯康辛高地戰之後，黑鷹手下的一名信使，對美國部隊喊說不列顛團飽受飢餓所苦，正在跨越密西西比河，並打算回到密西西比河西岸，將不會再發動戰鬥。然而，美國部隊中沒有人能夠聽懂他在講些甚麼，因為他們的聖語族嚮導沒辦法翻譯對方語言。黑鷹可能相信美國人已經得到了這個信息，他認為美國部隊在威斯康辛高地戰後沒有追捕過不列顛團，認為美國人應該會讓不列顛團重回密西西比河西岸。

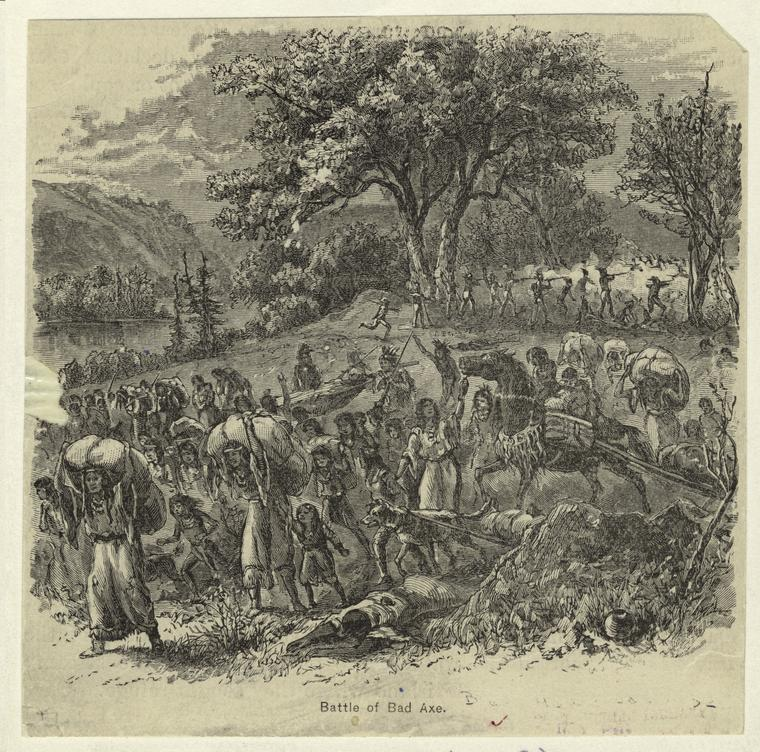
原住民婦女及兒童在不列顛團於爛斧頭戰役落敗後，為了逃命而準備跨越密西西比河

然而美國部隊並沒有要讓不列顛團逃走的意思，美國的戰士號蒸汽船裝載了火炮等武器在密西西比河上巡邏，而與美國人結盟的達科塔、梅諾米尼及聖語族則在河岸監視。8月1日，戰士號抵達爛斧頭河河口，達科塔族人告訴他們，他們能夠在那邊發現黑鷹和他的不列顛團。黑鷹曾再次舉起白旗，希望向美國投降，但他的意圖似乎因為翻譯而被誤解。總之美國部隊並沒有要接受他投降的意思，他們依舊認為美洲原住民會利用白旗作為突襲的信號。當他們獲知不列顛團出現時，就對他們開火，23名原住民在交火中死亡，而在戰士號上的士兵只有一名受傷。

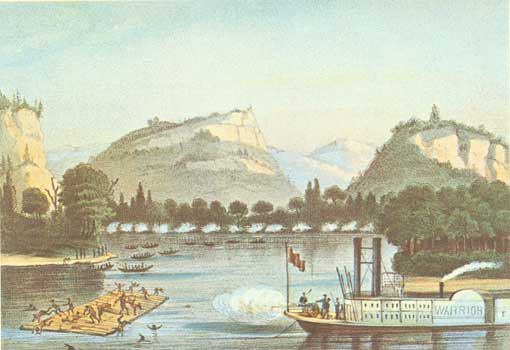
蒸汽船戰士號對著嘗試跨越密西西比河，逃回愛荷華的原住民開火

戰士號離去後，黑鷹希望前往北方，尋找歐及布威族及庇護。最終只有約50人願意跟隨他，包含沃博基希爾克，其他的人則決定嘗試跨過密西西比河重回索克族居住地。隔天，黑鷹得知美國部隊開始接近嘗試跨越密西西比河的人時，他帶著他的跟隨者動身北上。黑鷹曾嘗試重回到嘗試跨越密西西比河的大隊中，但戰鬥爆發時他放棄了嘗試，這次戰鬥位置靠近現今威斯康辛州維多莉一帶。索克族的酋長：維西（Weesheet)，在戰鬥結束之後批評黑鷹和沃博基希爾克在最後作戰時拋棄他們的族人。
爛斧頭戰役發生在8月2日早上9點，美國部隊追上不列顛團剩餘的人員，當時不列顛團位於距離爛斧頭河河口下游幾英里，此時戰役開始。當時不列顛團的人數不到500人，其中包含約150名戰士。剩下的戰士與美國部隊戰鬥的同時，其他原住民平民則不顧一切的搶渡過河。許多人逃到了附近的兩個島嶼，但又被中午折返，且帶著正規軍河以及與美國結盟的梅諾米尼族的戰士號蒸汽船給驅逐。
爛斧頭戰役依舊偏向美國部隊，美國部隊僅損失14人，其中還有1名是死於友軍誤擊的梅諾米尼族人，也與其他白人士兵一樣受到相同的褒賞。不列顛團在這場戰役中至少死亡260人，約有110名是在嘗試渡河時溺斃。雖然不少正規軍嘗試協助受傷的原住民，但民兵卻不時出現冷血的行徑，將原住民故意殺害。派崔克·榮格對此曾說：「與其說這是一場戰爭，不如說這是一場屠殺。」
梅諾米尼族組織了一個營近三百人的部隊，風塵僕僕的從格林貝趕來，卻發現戰事已然結束，非常失望沒辦法與過去的老敵人決一死戰，因此，史考特將軍派出了100人的部隊追查逃跑的不列顛團殘部。與這100人部隊隨行的印地安事務官薩穆爾·C·史坦堡（Samuel C. Stambaugh）要求他們不要剝去頭皮作為戰利品，不過部落領袖大灰熊（Grizzly Bear）認為這項禁令不可能被完全執行，最後他們抓到10名不列顛團成員，其中有2名是戰士，最後他們將戰士殺害並剝去頭皮，婦女和兒童則被他們強行拆散。
另外，達科他部落派來的150名志願戰士，同樣沒有參與到爛斧頭戰役，他們因此改往愛荷華尋找度過密西西比河的不列顛團成員，約在8月9日，他們攻擊了位於錫達河的不列顛團殘部，殺死了68人，抓獲22人，這也是這整場戰爭最後的作戰。而聖語族投入追捕的行列，共計殺害50到60個人並剝去了他們的頭皮。

## 結果
黑鷹戰爭總共導致77名拓荒者、民兵和正規軍死亡。不過這個數字並未包含溫菲爾特·斯科特將軍在運送部隊期間造成的霍亂死亡。而不列顛團則約死亡450到600人，是1832年不列顛團隨黑鷹進入伊利諾州1100人的一半。
為數不少的美國政治人物都參加過這場戰爭，其中有七人在戰後成為美國參議院議員，四人分別成為伊利諾州州長、密西根州州長、內布拉斯卡州州長和威斯康辛領土總督，以及一名美國總統。黑鷹戰爭同時對美國政府展現了騎兵部隊的重要性，戰後美國政府組建了一個騎兵營，由亨利·道奇率領，1833年整編成團，稱為第一騎兵團，為美國陸軍遊騎兵的前身。

### 黑鷹戰後關押和遊歷

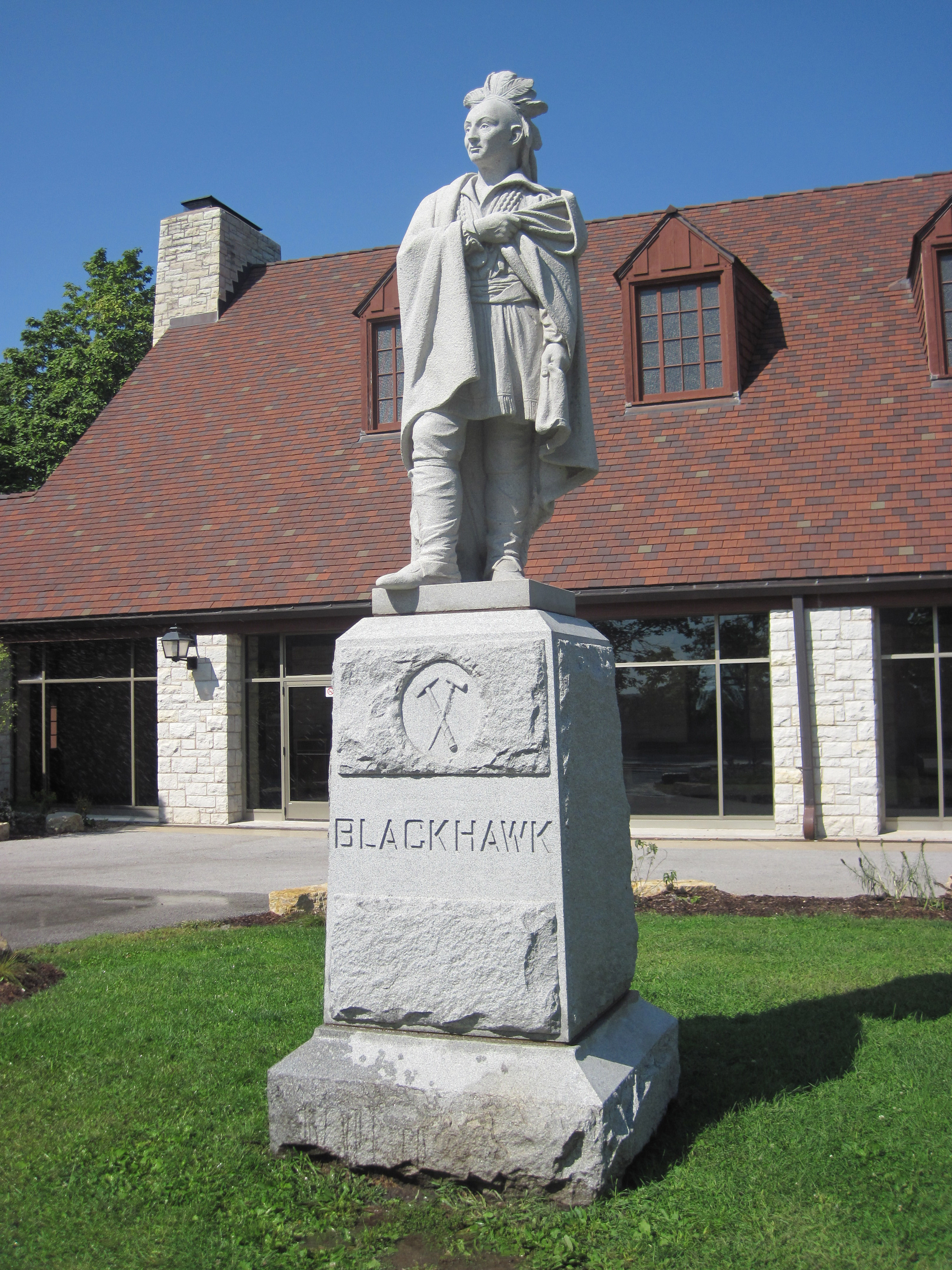
黑鷹的雕像，位於黑鷹部落歷史遺跡

爛斧頭戰役後，黑鷹、沃博基希爾克與他們的追隨者一路向東北方移動，希望能尋求歐及布威族的協助與保護，美國則發出100美金與40匹馬的懸賞令以求活捉他們。一日，他們在現今威斯康辛州托馬市附近紮營，被一名恰巧路過的聖語族男子發現，這名男子立即告知了他部落的首領，很快的，該部落派出了代表與黑鷹等人接觸，也確定了黑鷹想向美國投降的意圖。1832年8月27日，黑鷹和沃博基希爾克等人向印地安事務官約瑟·史崔特（Joseph Street）投降。扎卡里·泰勒（Zachary Taylor）上校接管了黑鷹和一干人等，由傑佛遜·戴維斯和羅伯特·安德森兩位中尉押解，用蒸汽船將他們運送到傑佛森軍營。
黑鷹和其他19名不列顛團的領袖被關押在傑佛森軍營中，很多人在數個月後陸續被釋放，但黑鷹、沃博基希爾克、尼雅帕普和另外三名領袖被轉移到維吉尼亞門羅堡，當地裝備較佳，較適合監管囚犯。美國大眾亟欲想知道被關押的印地安人，大批人群聚集在路易維爾和辛辛那提等著看他們一眼。4月16日，黑鷹等人移往門羅堡的途中在華盛頓與傑克森總統見面。即使在監獄中，黑鷹等人也受到如名貴般的待遇，查爾斯·伯德·金和約翰·衛斯理·賈維斯等藝術家都幫他們畫製了肖像，並在他們離開前舉行了晚宴。
美國官員決定在幾周後將他們全部釋放，不過，美國官員要求黑鷹等人必須先參觀美國東岸幾個大城市。透過對美洲原住民顯示美國的力量，以減少美國擴張時的阻力。自1833年6月4日開始，黑鷹等人先後到訪巴爾的摩、費城和紐約，所到之處都招待了晚宴和旅遊，參觀了軍艦、各式各樣的公共建築和軍隊遊行。這些參觀行程也吸引了大量想一睹他們面貌的民眾。黑鷹的兒子因其俊俏的面貌而特別受到大眾喜愛。相比之下，西岸城市就沒這麼友善了，當他們在歸途時，途經底特律，一群人就懸吊並燃燒有印地安樣貌的人偶以洩群眾憤怒。
史學家凱瑞·特拉斯克（Kerry Trask）說，之所以黑鷹等人會在美國東岸這麼地受到歡迎，是因為高貴野蠻人的神話在美國東岸十分有名，而它們正式這個神話的最佳實證。特拉斯克更認為，美國人通過對像黑鷹這樣戰敗的美洲原住民表達欽佩或同情，藉以免除，抑或自我安慰他們剝削原住民的罪行。特拉斯克認為，黑鷹的神話化仍在繼續，其中有許多匾額和紀念碑，後來為此豎立起來。「事實上，黑鷹戰爭中大部分的紀念地都只是為了讓白人自我安慰而建立。」特拉斯克這著寫道。黑鷹最後也成為美洲原住民反抗美國的一個令人欽佩的象徵，甚至在那些當時反對他的人的後代也是如此。

### 條約與搬遷
黑鷹戰爭也象徵著美洲原住民已經無法以武力阻止美國在西北領地的擴張行為。这场战争也为安德鲁·杰克逊、刘易斯·卡斯、约翰·雷诺兹等美国官员提供了机会，强迫原住民部落卖掉密西西比河以东的土地并迁往西部，是为印第安人迁移政策。官员们在战争结束后又签署了一系列条约，以购买原住民声索的西北领地剩余土地。达科他人和梅诺米尼人因在战争中扮演的角色，得到美国官员批准，在战后很大程度上避免了驱逐压力，直到几十年之后。
战后，美国官员得知一些圣语人为黑鹰提供了多于先前所知的帮助。八名圣语人因其在战争中的行为而被短暂关押于温尼巴构堡，但因缺乏证人，指控最终被撤销。1832年9月，斯科特将军及雷诺兹与圣语人签订条约，后者割让了位于威斯康辛河以南的土地，以换得爱荷华州的一片土地和一笔每年1万美元持续27年的款项。爱荷华州的这片土地被称为“中立土地”，因为其在1830年被指定为达科他族与之南方敌人（索克族与美斯夸基族）之间的缓冲区。斯科特希望圣语族人定居于此会有助于维持和平。继续留在威斯康辛的圣语人于1837年被迫签署迁移条约，即便沃根·達科拉等领袖在黑鹰战争期间曾为美国盟友。阿特金森被指派使用军队强制迁走那些拒绝前往爱荷华的族人。
1832年与圣语族签订条约之后，斯科特与雷诺兹还和索克族及美斯夸基族签订了另一项条约，基奧卡克与瓦佩洛作为部落的主要代表。斯科特告知这些酋长们，“如果国家的一部分脱离国家发动战争，整个国家都应对此负责”。这些部落以每年2万美元共计三十年的价格及其他一些条件出售了爱荷华东部24,000平方（9,300平方英里）的土地。基奧卡克被授予一個保留區，同時被美國政府指定為索克族和美斯夸基族的領袖。1836年，他們又將保留區賣給了美國，往後數年又陸陸續續賣了他們位於愛荷華地區的土地。1842年，愛荷華地區的最後一塊土地被賣出後，他們大部分都搬到了堪薩斯的保留區中。
為了感謝波塔瓦托米族在戰爭期間協助美國，美國官員以不搶奪他們的土地來做為答謝。此外，三名被指控參與印地安克里克大屠殺的原住民，最後也被無罪釋放。不過，1832年8月，美國政府開始購買波塔瓦托米族位於西密西西比的土地，美國的購地專員在一次沒有所有波塔瓦托米族領袖都出席的會議中，將大量波塔瓦托米族土地購下。1833年，他們被迫簽下芝加哥條約將他們在西密西西比剩下的土地全部售與美國。